# 有痛性青股腫
有痛性青股腫(ゆうつうせいせいこしゅ, ラテン語: Phlegmasia cerulea dolens, painful blue edemaの意)は、一般的でない重症の深部静脈血栓症の病態。 これは下肢の静脈の主要な血行と側副血行路が血栓で閉塞されたときにみられる。 
有痛性青股腫では、突然発症の激痛と腫脹、チアノーゼ、浮腫を患肢にみとめる。この静脈血栓症は、抗凝固療法を受けていても、肺塞栓症をおこすリスクが高い。
足の壊疽をおこすこともありうる。 有痛性青股腫の患者の約半数には悪性腫瘍がみられる。
この症状は血管外科医であるジョナサン・タウンによって報告された。彼はまた"white clot syndrome" (現在のヘパリン起因性血小板減少症 = [HIT])も報告している。報告された2例の HIT 患者は、有痛性青股腫となり、さらに壊疽となった。

## 関連事項
- 有痛性白股腫